# IC 2179
IC 2179 est une galaxie elliptique située dans la constellation de la Girafe. Sa vitesse par rapport au fond diffus cosmologique est de 4 375 ± 49 km/s, ce qui correspond à une distance de Hubble de 64,5 ± 4,6 Mpc (∼210 millions d'al). IC 2179 a été découverte par l'astronome français Guillaume Bigourdan en 1894.
À ce jour,deux mesures non basées sur le décalage vers le rouge (redshift) donnent une distance de 60,950 ± 4,455 Mpc (∼199 millions d'al), ce qui est à l'intérieur des valeurs de la distance de Hubble.

## Groupe de NGC 2347
IC 2179 fait partie d'un groupe de galaxies d'au moins 8 membres, le groupe de NGC 2347. Outre NGC 2347, les six autres galaxies du groupe sont les galaxies 3606, 3642, 3660, 3764, 3850 et 3886 du catalogue UGC.